# Cathédrale Sacri Cuori di Gesù e Maria
La cathédrale Sacri Cuori di Gesù e Maria (en français : cathédrale des Sacrés-Cœurs de Jésus et de Marie), parfois appelée cathédrale de La Storta, est un édifice religieux catholique de La Storta, à Rome en Italie. Il s'agit de la cathédrale du diocèse suburbicaire de Porto-Santa Rufina, construite selon la volonté du cardinal Tisserant. C'est ici qu'il est inhumé en 1972.

## Historique
Dès la fin son édification à la fin des années 1940, la cathédrale intègre sous son autorité la chapelle Visione di Sant'Ignazio di Loyola.